# Vlag van Graubünden

Vlag van Graubünden

De vlag van Graubünden, een kanton in Zwitserland, bestaat uit drie delen, overeenkomend met de symbolen van de drie regio's van het kanton: de Graue Bund, de Zehngerichtenbund en de Gotteshausbund. Hun symbolen zijn een zwart-witte tweekleur, een blauw-geel kruis en de steenbok. De drie regio's waren tot 1798 deelstaten van de Vrijstaat van de drie Bonden en gingen in 1803 het kanton Graubünden vormen. Het huidige ontwerp van de vlag komt uit 1932, waarbij de drie delen afkomstig zijn uit de wapenschilden van de drie vroegere bonden. De vlag is vierkant.